# Pierre Codou
Pierre Codou, né le 1er mai 1927 au Vigan et mort le 2 décembre 1981 à Paris, est un homme de radio français.

## Biographie
Pierre Codou est associé à Jean Garretto avec lequel il travaille comme producteur pendant des décennies, d'abord pour des opérations exceptionnelles lancées par la RTF et ensuite par l’ORTF. 
Ils créent ensemble en mars 1968 la programmation de week-end TSF 68 (puis TSF 69, TSF 70, etc.) qui devient L'Oreille en coin, émission devenue mythique qui reste à l'antenne de France Inter de 1971 à 1990, où elle est un véritable espace de liberté d'expression et d'inventivité,. 
Le 5 janvier 1971, il lance avec Jean Garretto FIP 514, programme musical destiné aux auditeurs parisiens dans leur voiture.
Pierre Codou meurt prématurément d'un cancer du poumon le 2 décembre 1981 (à 54 ans).